# Oruma
L'oruma és una llengua que es parla a l'estat de Bayelsa, al sud de Nigèria. Es parla a la LGA d'Ogbia, a les ciutats d'Oruma i d'Ibelebiri. L'okodia és parlat per les persones del grup humà dels orumes.
L'oruma és una llengua que pertany al grup lingüístic de les llengües ijo occidentals, que són llengües ijoid. Les altres llengües d'aquest grup lingüístic són el biseni i l'okodia, que també es parlen al sud de Nigèria.

## Ús
L'oruma és una llengua que gaudeix d'un ús vigorós (6a); tot i que no està estandarditzada, és parlada per persones de totes les edats i generacions.

## Població i religió
El 65% dels 7.400 orumes són cristians; d'aquests, el 70% són protestants i el 30% pertanyen a esglésies cristianes independents. El 35% dels orumes restants creuen en religions tradicionals africanes.